# Chalaco (transporte)
El transporte BAP Chalaco fue un transporte de propulsión mixta de la Marina de Guerra del Perú, que participó en la Guerra Hispano-Sudamericana y en la Guerra del Pacífico.
Era un buque con casco de hierro y de propulsión a velamen y a vapor mediante ruedas. 

## Historial
El  buque perteneció en un primer momento a la Pacific Steam Navigation Company que lo adquirió en 1863 y lo bautizo con el nombre de Quito, fue adquirido por el Perú en 1864 ante la previsión de una guerra con España sin que la Comandancia General de la Marina, ejercida por el contraalmirante Domingo Valle Riestra, tuviera conocimiento. Se le nombró provisoriamente como Chalaco sugiriendo a  lo natural y relativo a la Provincia Constitucional del Callao, Perú.
Al ser comisionado se le dio el nombre oficial de Callao, pero siguió llamándosele Chalaco por fuerza de la costumbre. 
En 1873 estaba en un estado lamentable y se le cambió sus calderas. En mayo de 1877 se le cambiaron todos los tubos de las calderas y se le recorrió en todas las partes, recuperando su antigua velocidad.
Inicialmente, se le colocó como artillería dos viejas carronadas de 32 libras y dos modernos cañones rayados. En los años siguientes, se reemplazó las carronadas por cañones avancarga Parrott.
En septiembre de 1879, durante la Guerra del Pacífico, se le incorpora adicionalmente, 2 cañones Parrot más y otros 2 de a 70 libras.

## Operaciones bélicas

### Campaña de 1865
Durante la guerra civil peruana de 1865, formó parte de la escuadra del gobierno, que al final fue derrotado. El 1 de marzo de 1865 se resistio a ser tomado por los rebeldes en Arica, que al mando de Lizardo Montero, se habían apoderado el vapor General Lerzundi. Luego, junto con las fragatas Amazonas y Apurímac, formó parte de la división naval que tomó el puerto de Arica.

### Campaña naval de 1866
Durante la guerra con España, no tuvo encuentros bélicos.

### Campaña durante la Guerra del Pacífico
Al comienzo de la guerra, el Chalaco estaba al mando del capitán de navío Manuel Villavicencio. 
El 3 de abril de 1879, zarpó del Callao en dirección a Iquique, con la 3° División al mando del general de brigada Manuel González de la Cotera, compuesta por 3 batallones, y 4 cañones pesados: dos cañones Vavasseur de 9 pulgadas (236 libras de proyectil) y dos cañones Parrott de a 150 libras. 
Llegaron a Arica el 6 de abril, donde tuvieron noticias de la declaratoria de guerra y del bloqueo de Iquique por la escuadra chilena. El capitán Villavicencio y los oficiales del ejército realizaron una junta para cambiar de planes. 
Rápidamente se desembarcaron dos cañones y el batallón Lima N°8 de 391 plazas, al mando del coronel Remigio Morales Bermúdez. El 7 de abril desembarca en Pisagua el resto de la división, el batallón Puno N°6 de 350 plazas y el batallón Ayacucho N°1 de 300 plazas. El 8 de abril llegó nuevamente a Arica y desembarca los otros dos cañones. Luego viajó a Mollendo, donde recogió mil guardias nacionales y gendarmes que desembarcó en Arica el 12 de ese mes. 
El 14 de abril fondeó nuevamente en Pisagua y desembarcó al batallón Lima N°8 y a la 4° División del coronel A. Bezada, conformada esta última por una columna de Gendarmes y el batallón Guardia Nacional de Arequipa, en total, sumando ambos 560 hombres. Luego viaja directamente al Callao.
El 19 de abril zarpó rumbo a Pimentel, llegando el 21 de abril. Embarcó a una fracción del regimiento Húsares de Junín N°1 con 96 hombres y el batallón Gendarmes de Lima, con 67 hombres, regresando el 28 de abril y fondeando en el Callao el 1 de mayo.
El 10 de mayo el transporte Chalaco fue incorporado a la Primera División Naval, conformada por los blindados Huáscar e Independencia, al mando del capitán de navío Miguel Grau.
Formó parte de un convoy, junto con los transportes Limeña y Oroya, que llevaron 4 mil hombres a Arica y estuvo escoltado por los blindados Huáscar e Independencia. Zarparon del Callao la noche del 16 de mayo de 1879 y llegaron a Arica el 20. 
El Chalaco estuvo en Pisagua el 22 de mayo de 1879 y en Iquique al día siguiente, dos días después del Combate naval de Iquique, en donde embarcó a los 271 tripulantes del  ex-blindado Independencia y los desembarcó en Arica el 24 de mayo para la defensa de esta ciudad. 
El 25 de mayo desembarcó en Pisagua al batallón boliviano Victoria de 500 hombres y a las 5 p. m. zarpó al sur a buscar al Huáscar a comunicarle la presencia de la escuadra chilena en el Callao. El 26 de mayo llegó a Tocopilla, en donde capturó a la barca chilena Anita y a las 7 p. m., por la mala calidad del carbón, zarpó al Callao con la barca a remolque, llegando el 31 de mayo.
Zarpó del Callao el 9 de junio de 1879 en dirección a Panamá, adonde llegó el 14, embarcando 6 mil fusiles y un millón de tiros, regresando el 20 de junio al Callao donde fondeó el 27. El 30 de junio entró a dique para carenado.
El 6 de julio de 1879 zarpó con dirección a Arica, llegando el 8 con 3 mil fusiles, 200 mil tiros para Bolivia, 750 mil tiros para Perú, 14 torpedos peruanos (minas marinas), 3 torpedos Lay y una lancha vapor, la San Lorenzo, que tenía torpedos de botalón. Cabe mencionar que dicha lancha a vapor no tenía las características deseadas para operaciones bélicas y pronto fue dejada de lado. Regresó luego al Callao.
El 23 de agosto zarpó hacia el sur, llevando cañones de grueso calibre para artillar Iquique. El 26 desembarcó en Arica 200 fusiles Peabody. El 1 de septiembre zarpó a Iquique escoltado por el Huáscar y llegó el 2, dejando dos cañones Parrot de a 300 libras con sus 150 proyectiles y dos Parrot de a 150 libras con sus 300 proyectiles. Zarpó de ahí el 3 de septiembre para Pisagua y luego a Arica, a donde llegó el 4 de ese mes.   Entre el 7 y 8 de septiembre, viajó a Mollendo y embarcó a 130 voluntarios de Puno, llegando a Arica el 9 de ese mes, zarpó en la noche y el 10 los desembarcó en Iquique. Retornó al Callao para recibir nuevas instrucciones en momentos que el ejército chileno se aprontaba a atacar Lima.
Ante el bloqueo del Callao y luego de las derrotas por la batalla de San Juan y Chorrillos y la batalla de Miraflores el buque fue hundido por su propia tripulación junto con resto de la flota peruana para evitar que caiga en manos enemigas.